# Сен-Поль (округ)
Сен-Поль (фр. Saint-Paul) — округ (фр. Arrondissement) во Франции, один из округов в регионе Реюньон. Департамент округа — Реюньон. Супрефектура — Сен-Поль.
Население округа на 2006 год составляло 138 551 человек. Площадь округа составляет всего 467 км².